# 400881 Vladimirdolinay
400881 Vladimirdolinay este o planetă minoră (asteroid) din centura de asteroizi. A fost descoperită pe 7 august 2010 la Charleston⁠(d) de  și a fost numită după Vladimír Dolinay⁠(d). 
Obiectul prezintă o orbită caracterizată de o semiaxă mare de 2,7598139449811 UAi, o excentricitate de 0,24304842094712, o înclinație de 9,2166555598584 ° în raport cu ecliptica.